# Der verbotene Christus
Der verbotene Christus (Originaltitel: Il Cristo proibito) ist ein italienischer Spielfilm aus dem Jahr 1951. Der Film ist der erste und einzige Film des Schriftstellers Curzio Malaparte als Regisseur.

## Handlung
Bruno Baldi kehrt 1950 nach zehn Jahren, die er als Soldat und Kriegsgefangener in Russland verbracht hat, wieder in sein italienisches Heimatdorf zurück. Sein Bruder war Widerstandskämpfer gegen die Faschisten und wurde von einem Dorfbewohner verraten und daraufhin ermordet. Die Dorfbewohner kennen den Namen des Verräters, schweigen jedoch aus Angst vor Brunos Rache. Er wird gemieden und nur das Mädchen sucht seinen Kontakt. Nella war vor dem Krieg Brunos Verlobte. Doch auch sie wird von entsetzlichen Gewissensbissen gequält. Sie hatte während des Krieges eine Affäre mit einem deutschen Soldaten und ist Mutter eines Kindes aus dieser Beziehung. Außerdem ist ihr Bruder Pinin der von Bruno gesuchte Verräter. Die Last der Schuld wird für die Dorfbewohner unerträglich. Schließlich entscheidet sich der Tischler Antonio, das Dorf von der Schuld zu reinigen. Er gibt sich gegenüber Bruno als der gesuchte Verräter aus. Bruno tötet Antonio daraufhin, der im Sterben liegend Bruno seine Unschuld und Absichten mitteilt. Bruno erfährt nun den wahren Täter, empfindet jedoch nach der eigenen Tat gegenüber Antonio nun nicht mehr den Hass gegenüber Pinin. Pinin bleibt am Leben und entkommt so der Rache.

## Kritiken
„Ein eindringlich gestalteter Film zum Thema Sühneopfer und Sühnetod, der aber neben vielen eindrucksvollen Szenen auch manch Gestelltes und intellektuelles Posieren bei unklarer Gedankenführung über die Wiederholung des sühnenden Erlösertodes Christi aufweist. Dennoch ein äußerst respektables Werk.“

## Auszeichnungen
Der Film nahm an den Internationalen Filmfestspielen Berlin 1951 teil und wurde mit dem Sonderpreis der Stadt Berlin ausgezeichnet. Er nahm außerdem am Wettbewerb der Internationalen Filmfestspiele von Cannes 1951 teil.